# نيل جيل
نيل جيل (22 سبتمبر 1971 في المملكة المتحدة - ) (بالإنجليزية: Neil Gill)‏ هو لاعب كريكت بريطاني. لعب مع Lincolnshire County Cricket Club ‏.